# セキ★リュウジ
セキ★リュウジ（セキ リュウジ）は、主にミュージックビデオを手掛ける日本の映像作家、映像ディレクター。
存命中。

## 主な作品

### ミュージックビデオ
- Aqua Timez『プルメリア 〜花唄〜』
- Acid Black Cherry『少女の祈りIII』
- 中孝介『花』『絆』
- Every Little Thing『ソラアイ』
- 小片リサ『ちいさな世界』
- ORANGE RANGE『キリキリマイ』『上海ハニー』『ビバ★ロック』『落陽』『チェスト』『ラヴ・パレード』
- 河口恭吾『桜』『愛の歌』
- 久保田利伸『声にできない』
- くろーばー『うんとこサンバ』
- 倖田來未『D.D.D. feat. SOULHEAD』『恋のつぼみ』『JUST THE WAY YOU ARE』『走れ!』『Physical thing』『Can We Go Back』『Lolipop』『POP DIVA』『IN THE AIR』『愛を止めないで』『Love Technique』『No Man's Land』『ESCALATE』『Boom Boom Boys』『恋しくて』
- KOH+『最愛』
- surface『素直な虹』
- シド『モノクロのキス』『2℃目の彼女』『嘘』『one way』『sleep』『レイン』『cosmetic』『乱舞のメロディ』『S』『V.I.P』
- 柴咲コウ『月のしずく』（RUI名義）『眠レナイ夜ハ眠ラナイ夢ヲ』『Glitter』『色恋粉雪』『invitation』『actuality』『よくある話 〜喪服の女編〜』
- 島谷ひとみ『PASIO〜パッシオ』『〜Mermaid〜』『あなたといた時』
- SIAM SHADE『Life』『アドレナリン』『LOVE』
- Janne Da Arc『RED ZONE』『Lunatic Gate』『will 〜地図にない場所〜』『DOLLS』『ROMANC∃』『BLACK JACK』『Love is Here』『月光花』『ダイヤモンドヴァージン』
- JYONGRI『Maybe Someday』
- Skoop On Somebody『線香花火』『琥珀の月』
- supercell『My Dearest』『告白』『僕らのあしあと』
- SE7EN『STYLE』
- SOULHEAD『XXX feat.倖田來未』『FURUSATO』
- Sowelu『across my heart』『beautiful dreamer』
- 高橋瞳『僕たちの行方』
- タッキー&翼『One Day,One Dream』『REAL DX』
- Tama『ホンノウ』
- 玉置成実『Sanctuary』
- 玉置成美 feat.KEN『ごきげんだぜっ!〜Nothing But Something〜』
- DOUBLE『残り火-eternal BED-』
- チャットモンチー『恋愛スピリッツ』
- テゴマス『キッス〜帰り道のラブソング〜』
- Tommy february6『MaGic in youR Eyes』『Hey my friend』『L・O・V・E・L・Y 〜夢見るLOVELY BOY〜』『＋gothic Pink＋』『Ready?』『♥Lonely in Gorgeous♥』『I'm Gonna SCREAM+』『pray』『Lollipop Candy♥BAD♥girl』『I ♥ XMAS』『Heavy Starry Chain』
- Tommy heavenly6『Hey my friend』『＋gothic Pink＋』『Ready?』『I'm Gonna SCREAM+』『pray』『Lollipop Candy♥BAD♥girl』『I ♥ XMAS』『Heavy Starry Chain』
- AAA『No cry No more』
- DREAMS COME TRUE『大阪LOVER』
- 中川翔子『続く世界』『綺麗ア・ラ・モード』
- 中森明菜『あの夏の日』
- ノースリーブス『Relax!』『タネ』
- 野水いおり『魔・カ・セ・テ Tonight』『Black † White』『h@trick.』
- Hey! Say! JUMP『瞳のスクリーン』
- 伴都美子『チェリー』『東京日和』
- bump.y『Kiss!』
- 平井堅『HEAT UP』『Love Love Love』『楽園』『why』『LOVE OR LUST』『even if』『Miracles』『Missin' you ～It will break my heart～』『Strawberry Sex』『見上げてごらん夜の星を』『センチメンタル』『fake star』『僕は君に恋をする』『Sing Forever』『夢のむこうで』
- 福山雅治『ひまわり』
- 藤井隆『OH MY JULIET!』
- the brilliant green『Bye Bye Mr. Mug』『Rainy days never stays』『Stand by me』『Enemy』『Ash Like Snow』
- Base Ball Bear 『ドラマチック』
- ポルノグラフィティ『メリッサ』『シスター』『黄昏ロマンス』『ジョバイロ』『Love,too Death,too』『A New Day』『約束の朝』『この胸を、愛を射よ』『EXIT』
- 松田聖子『素敵な明日』『all to you』
- 茉奈佳奈『二月のわた雪』『夢の画用紙』
- まゆ坂46（渡辺麻友×乃木坂46）『ツインテールはもうしない』
- misono『ホットタイム』
- ムック『ココロノナイマチ』『雨のオーケストラ』『最終列車』『ガーベラ』
- LOVE PSYCHEDELICO『Right now』
- Lil'B『キミが好きで』『時間を止めて…』『つないだ手』『続・キミに歌ったラブソング』
- cinema staff『小さな食卓』

### CM
- キッコーマン：万上焼酎トライアングル（2001）
- 東急リバブル：『希望の暮らし 篇』、『もう一度 篇』、『教えてくれた 篇』（2006）
- LOTTE：ガーナチョコレート（2006）
- 藤和不動産：『www 世界を追いこそう 篇』（2007）
- キリン：氷結『リニューアル登場A 篇』『リニューアル登場B 篇』（2007）
- ボシュロム：ピュアビジョン（2007）
- キリン：氷結『早摘みリニューアル登場 篇』（2007）
- SPR Japan：サムライウーマンバスライン『ミカズライフ篇』（2008）
- SPR Japan：サムライスタイルプラスター『サムライライン篇』（2008）
- エースコック：スープはるさめ『SONG篇』（2008）
- GemCEREY：GemCEREY×シド（2009）
- エースコック：スープはるさめ『SONG2009篇』（2009）
- エースコック：スープはるさめ『はるさめガールズ篇』（2010）
- 第一興商：LIVE DAM『倖田來未篇』（2010）